# テレビブロック
テレビブロック（TV BLOCK）は、エポック社が1979年に発売した家庭向けテレビゲーム。

## 概要
ブロックくずしを家庭用テレビゲームにしたもの、LSIはアタリ社製。テレビブロック発売に先駆け、1977年にアタリ社が製造した同内容のゲーム機「ビデオピンボール」を37,500円で輸入販売していたが、後にLSIのみ供給を受けて自社生産し価格を下げて販売するようになった。本体価格13,500円。ゲームの種類を一種類入れ替えた「テレビブロックMB」も存在する。対抗機は任天堂が発売した「ブロック崩し」。7種類のゲームがプレイできる。後期モデルはゲームが1本入れ替わっている。

## ハードウェア

### コントローラ
- リセットボタン

ゲームのスタートとリセットに使用。
- ゲームセレクトボタン

遊ぶゲームを選択する。
- ゲームレベルボタン

ゲームレベルを選択する。
- ボールサーブボタン

ゲーム開始時やボールをミスしたときに新しいボールをサーブする。
- ラケットコントローラー（パドル）

ラケットを左右に動かす。ブロック崩し・ラケット系のゲームで使用。
- フリッパーボタン

本体側面左右に一つずつついている。フリッパー系のゲームで使用。

## 内蔵ゲーム
- フリッパーピンボール1
- ラケットピンボール1
- フリッパーピンボール2
- ラケットピンボール2
- ラケットゲーム1（初代機のみ）
- ラケットゲーム2
- ブロック崩し1（MBのみ）
- ブロック崩し2